# كوبري جرجا أعلي السكة الحديد
كوبري جرجا أعلي السكة الحديد هو كوبري في مدينة جرجا، سوهاج، مصر

## المواصفات
وأقيم الكوبري بطول كيلو و300 متر، وعرض 6.5 متر  بتكلفة إجمالية 65 مليون جنيه، حيث يربط بين 3 محاور بالمدينة لتحقيق السيولة المرورية بالمدينة، ومنع التكدس والقضاء على الحوادث نتيجة عبور السيارات لمزلقان السكة الحديد.
ويتضمن الكوبري اتجاهين الأول يشمل مطلع من شارع «شيخ العرب»، ومنزل بشارع «الحرية» المحطة سابقا، بطول 540 مترًا، والاتجاه الثاني يشمل مطلعين من شارع مصطفى كامل «فاروق سابقا»، وشارع عبد المجيد مصطفى «المستشفى» ومنزل بشارع شيخ العرب بطول 760 مترا.

## الأهداف
تم إنشاء الكوبري لخدمة المواطنين وتسهيل حركة التنقلات شرق وغرب السكة الحديد وتحقيق السيولة المرورية بمدينة جرجا ومنع التكدس والقضاء على الحوادث الناتجة لعبور السيارات لمزلقان السكة الحديد.